# Louis Bertrand Castel
Louis Bertrand Castel   (Montpeller, 15 de novembre de 1688 - París, 11 de gener de 1757) va ser un matemàtic i físic jesuïta francès, ferm opositor a les teories de Newton.

## Vida
Fill de Guillaume Castel, metge a Montpeller, va estudiar a l'escola jesuïta de Saint Stanislas a Tolosa de Llenguadoc. En acabar els seus estudis i ingressar a l'orde dels jesuïtes, va estar donant classes per diferents escoles de l'orde al sud de França, desenvolupant un viu interès per la física i les matemàtiques.
Els seus escrits van arribar a mans de Fontenelle i de Tournemine, que van persuadir el general dels jesuïtes perquè el traslladés a París. A París va ser professor e Liceu Louis-le-Grand, la principal escola jesuïta de la capital.
De 1720 a 1746 va ser editor del Journal de Trèvoux, la revista científica que havien impulsat els jesuïtes en defensa del cartesianisme.
El 1730 va ser escollit fellow de la Royal Society i també va ser membre d'algunes acadèmies de ciències provincials (les de Lió, Burdeus, Rouen…).
Va morir l'onze de gener de 1757 a l'infermeria de la seva escola.

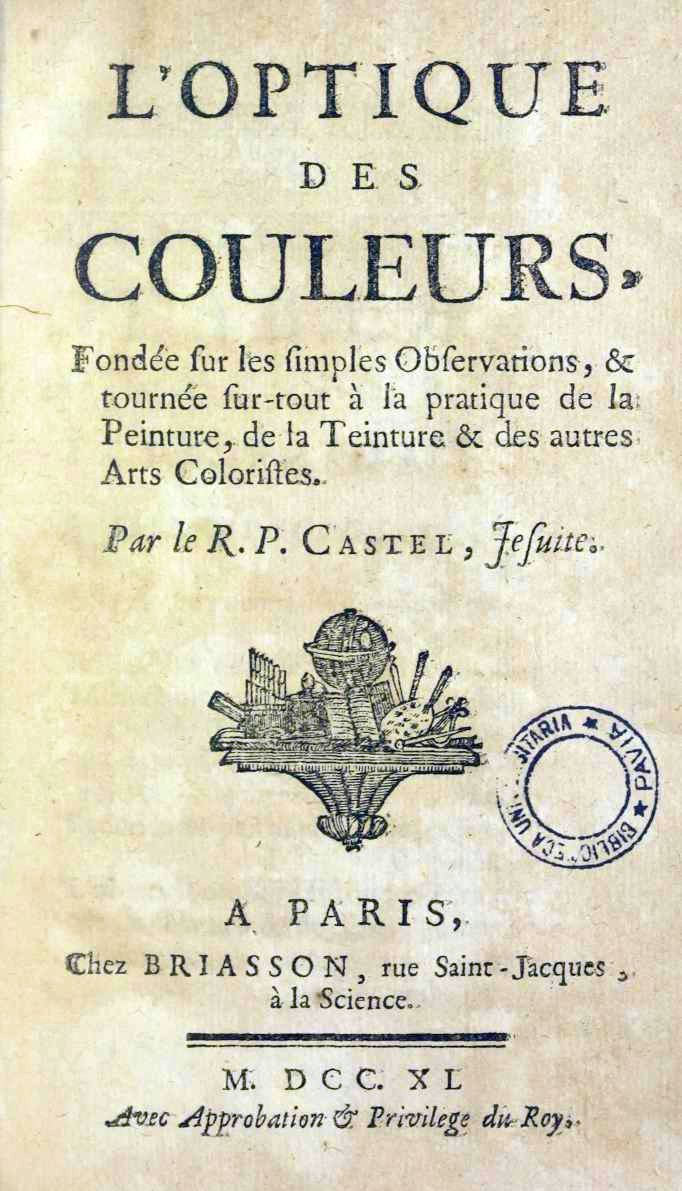
L'Optique des Couleurs, edició de 1740.

## Obra
El 1724 va publicar el seu primer llibre, el Traité de physique sur la pesanteur universelle des corps, en el que defensava un mecanicisme físic però, al contrari de Newton, impossible d'explicar només amb matemàtiques.
La seva aportació més original va ser el clavicèmbal ocular. Tot i que era editor del Journal de Trèvoux, el primer article sobre aquest instrument el va publicar al Mercure de France el novembre de 1725. Amb aquest instrument, i basant-se en l'analogia de les set notes musicals amb els set colors bàsics de l'espectre cromàtic, es podien tocar colors, ja que, com ell afirmava, existia una correspondència natural entre els colors i els tons.
L'instrument va atraure l'atenció de músics com Rameau i Telemann, però no va arribar a ser construït en la seva totalitat, malgrat les exhibicions de prototips que va fer el 1730 i el 1734.
La dècada de 1740 va ser potser la més prolífica ja que va publicar el 1740 Optique des couleurs, una síntesi de les seves recerques en la teoria dels colors, i el 1743 Vrai système de physique générale de M. Newton, una refutació sistemàtica dels Principia de Newton.